# Olympische Sommerspiele 1980/Teilnehmer (Guinea)
| Gelbes Symbol für Goldmedaillen mit stilisierten Olympischen Ringen | Graues Symbol für Silbermedaillen mit stilisierten Olympischen Ringen | Braundes Symbol für Bronzemedaillen mit stilisierten Olympischen Ringen |
| ------------------------------------------------------------------- | --------------------------------------------------------------------- | ----------------------------------------------------------------------- |
| —                                                                   | —                                                                     | —                                                                       |

Guinea nahm an den Olympischen Sommerspielen 1980 in Moskau mit einer Delegation von neun männlichen Sportlern in zehn Wettkämpfen in drei Sportarten teil. Ein Medaillengewinn gelang keinem der Sportler.

## Teilnehmer nach Sportarten

### Boxen
- Barry Aguibou
Fliegengewicht: in der 1. Runde ausgeschieden

- Samba Jacob Diallo
Bantamgewicht: in der 2. Runde ausgeschieden

- Mbemba Camara
Halbmittelgewicht: in der 1. Runde ausgeschieden

### Judo
- Ibrahim Camara
Superleichtgewicht: in der Vorrunde ausgeschieden

- Abdoulaye Diallo
Leichtgewicht: in der Vorrunde ausgeschieden

- Mamadou Diallo
Halbleichtgewicht: in der Vorrunde ausgeschieden

### Leichtathletik
- Paul Haba
100 m: Vorläufe
200 m: Vorläufe

- Mohamed Diakité
400 m: Vorläufe

- Sekou Camara
800 m: Vorläufe